# Lisa Honan
Lisa Kathleen Honan CBE (née Burgess; ex-Phillips) foi a governadora de Santa Helena, Ascensão e Tristão da Cunha entre 2016 e 2019. Ela assumiu seu posto em 26 de abril de 2016. Ela foi anteriormente chefe de escritório no Quênia para o Departamento para o Desenvolvimento Internacional (DFID).
Ela foi nomeada Lisa Phillips até se casar com Dave Honan em 24 de fevereiro de 2018, na ilha de Santa Helena, adotando seu sobrenome.
Honan foi nomeada Comandante da Ordem do Império Britânico (CBE) nas honras de aniversário de 2016 por serviços de ajuda internacional.